# هارون بوون
هارون بوون (بالإنجليزية: Aaron Boone)‏ هو لاعب كرة قدم أمريكية أمريكي، ولد في 13 يناير 1978 في بروفو في الولايات المتحدة.

## وصلات خارجية
- الموقع الرسمي